# 裘甫の乱
裘甫の乱（きゅうほのらん）は、中国唐末期の859年に裘甫が起こした反乱。

## 蜂起および緒戦の勝利
大中13年（859年）冬12月、浙東の賊の首領である裘甫が象山を攻め落とした。官軍は敗北を重ね、明州では日中でも城門を閉ざすほどであった。賊は進撃して剡県に迫った。反乱軍の人数は100人ほどであったが、浙東地方は大騒ぎとなった。観察使の鄭祗徳は、討撃副使の劉勍と副将の范居植に命じて兵300を率いて台州の部隊と合流して討伐させた。
大中14年（860年）春正月乙卯、浙東軍は桐柏観（とうはくかん、台州天台山にある道観）の前で裘甫と戦ったが、范居植は戦死し、劉勍は命からがら逃げ帰る有り様であった。その後裘甫は仲間1000人余りを率いて剡県を陥れ、役所の倉庫を開いて壮士を募ったのでその勢力は数千人となった。
この情勢に観察使のひざ元である越州では大恐慌をきたした。当時浙江地方では長い間平和が続いていたので、武器はなまくらで戦闘の訓練もろくに行われず、兵力は300名にも満たない状況だったからである。鄭祗徳は新たに兵士を募集して増強を図ったが、軍の役人が賄賂を取ったため、集まってきたのは弱兵ばかりであった。それでも鄭祗徳は正将沈君縦・副将張公署・望海鎮将李珪の三人に命じて新兵500名をもって裘甫を討たせることにした。
2月辛卯、官軍は裘甫と剡県の西方で戦った。賊はいくつかの渓流の合流点に伏兵を置き、主力は渓流の北側に布陣した。このとき渓流の上流をせき止めて人が渡れるようにしておいた。戦闘が始まると反乱軍はわざと負けたふりをして逃げ出し、官軍が追撃のため川を半ば渡ったところで堰を切った。このため3人の将軍は戦死し、官軍はほぼ全滅した。

## 群盗勢力の結集
以上の勝利により、裘甫の勢力は3万人に達した。それらを32の部隊に編成したが、それら小部隊の隊長の中で、計略に優れた人物として劉暀が知られ、武勇に長じた人物として劉慶と劉従簡が知られていた。
裘甫は天下都知兵馬使と自称し、年号を羅平と改め、新たに鋳た印璽には天平の号を用いた。そして、物資や食料を大量に集め、熟練した職人を雇って武器を作らせた。
鄭祗徳は何度も上表して朝廷に急を告げ、隣道に救援を求めた。浙西は牙将（節度使直属の牙軍の武将）凌茂貞に兵400人をつけてやり、宣歙は牙将白琮に300人をつけて派遣してきた。鄭祗徳ははじめ州城の外郭の門と東小江（現在の曹娥江）とを守らせたが、すぐにまた役所に呼び戻して身辺を護衛させた。鄭祗徳はこれらの軍隊に国家が定めた基準の13倍もの給与を行ったが、将士はそれでも不足を言った。彼らは地元の軍隊に先導を頼んで反乱軍と戦うことになったが、諸将の中には病気と称したり、わざと落馬したりする者があり、前線に行くという者でもあらかじめ官職や勲等を要求するので、結局派遣出来ずじまいとなった。

## 王式の起用
朝廷では鄭祗徳に代わる武将を協議していた。そのとき同中書門下平章事（宰相）の夏侯孜が「浙東は険阻な土地柄で、計略で取ることはできても力ずくで攻略することは困難です。前安南都護の王式は文官出身ですが、安南で漢族も異民族もともに服従させ、その威名は遠近にとどろいております」と王式を推薦し、諸将たちも賛成したので、浙東観察使とし、鄭祗徳は召還して賓客（太子賓客：東宮侍従官のひとつ）とした。
3月辛亥、王式は宮中に参内した。賊討伐の計略を下問した天子に「兵力さえ手に入りますならば、賊は必ず打ち破ることができます」と答えた。莫大な費用がかかると主張する側近の宦官には「兵力が多いと賊をすみやかに打ち破ることができて、費用は少なくて済みます。もし兵力が少ないと賊に勝つことができず、歳月が延びるばかりで賊の勢力はますます盛んになるでしょう。国家の財政は全て江淮方面に仰いでいる現状では、そこからの税収が杜絶してしまえばかえって費用がかさむことになります」と応じた。聞いた天子は詔を下して、忠武・義成・淮南などの諸道の兵士を出して王式に授けた。

## 戦線の拡大
そのころ裘甫は兵を割いて、衢州と婺州とを侵略させたが、婺州の押牙の房郅・散将の楼曾・衢州の部将方景深は要害に立てこもって防いだので反乱軍は入り込むことができなかった。そこでまた兵力を分けて明州を侵略させた。明州の住民は財産を出しあって勇士を募り、防備を固めた。反乱軍は兵をやって台州を襲わせ、唐興県（浙江省天台県）を破った。己巳、裘甫は自ら10000人余りの兵を率いて上虞県（浙江省紹興市上虞区）を襲ってこれを焼き払った。癸酉、余姚県（浙江省余姚市）に入り丞（県の総務部長）・尉（県の警察部長）を殺した。そして東方の慈渓県（浙江省慈渓市）を破り、奉化県（浙江省寧波市奉化区）に入り、寧海県（浙江省寧海県）まで進み、県令を殺して占拠した。さらに部隊を分けて象山県を包囲したが、軍の通過する先々で壮丁をとらえ、その他の老弱者は蹂躙して殺した。
王式に浙東観察使の辞令が下りると、浙東地方の人心はいくらか安定した。これを知った裘甫は、酒盛りの途中だったが不機嫌になったといわれる。劉暀は裘甫に「軍を率いて越州を取って城郭を占領し、府庫を確保すべきです。さらに兵5000名をやって西陵城（銭塘江南岸）を守らせ、浙江沿いに寨を築いて防ぐのです。また船舶を集め、隙に乗じて浙西まで進撃して取り、揚子江を渡って揚州の財貨を軍資金にします。それから石頭城を修築して守備を固めます。劉従簡には兵10000名をもって海路を南下して福建を奪い取らせ、唐朝の税収の地をことごとく我が物にすれば、我々一代の間はまずもって心配ないでしょう」と提案した。客分の扱いを受けていた王輅は逆に「それより一同を引き連れて要害に立てこもって自衛し、一旦緩急のさいには海島に逃げ込むのがよろしい」と主張した。しかし、当の裘甫は王式を恐れ、なかなか方針を決めることが出来なかった。

## 王式の軍紀粛正
夏4月、王式は杮口（しこう）に到着した。このとき義成軍の規律が乱れていたので指揮官を斬ろうとしたが、大分たってからやっと許した。以来、軍は何の抵抗もなしに西陵に到着した。降伏を乞うた裘甫の使者に王式は「裘甫本人が両手を後ろ手に縛ってやってくれば、お前を殺すのは見逃してやろう」と答えた。乙未、王式は越州に入った。丙申、鄭祗徳を城外遠くまで見送り、軍紀の粛正にとりかかった。
反乱軍の別将（配下ではなく同盟者と考えられている）の洪師簡と許会能が部下を引き連れて降伏してくると、王式はこれまで通り部下を率いたまま先鋒隊として用いた。彼らが軍功を立てると、さっそく上奏して授官を申請した。
これまでは反乱軍の間諜が越州城内に入り込むと、軍の役人は匿って食物を与えていた。越州城が陥落した際の無事を求めるため、反乱軍と通じていたのである。王式はひそかに調べ上げて、反乱軍のメンバーを一人残らず捕らえて斬った。また将校や官吏の中で特に悪質と判断された者を処刑し、門の取締りを厳重にし、証明書の無い者には出入りを禁じたため、反乱軍は官軍の動向がつかめなくなっていった。
王式は各県に命じ倉庫を開いて貧民に施しを行わせた。「この戦において必要な兵糧を何故貧民に施すのか？」と異議を唱えるものがいたが、王式は施しを止めなかった。
官軍には騎兵が少なかったため、王式は吐蕃（チベット族）や回鶻（ウイグル族）で征服されて江淮地方に移住させられた人々を厚くもてなして登用した。彼らを全て騎兵に仕立て、騎兵隊長石宗本に統率された。
ある人がのろしを設けて反乱軍の位置や兵力を探るようにしたらと提案したが、王式は笑ってその提案を却下した。王式は敢えて臆病な兵卒を選んで元気な馬に乗せ、わずかの武器を持たせて騎兵斥候とした。

## 討伐開始
兵力が4000名に達したので、王式は各方面から反乱軍を討伐させることにした。宣歙の将白琮と浙西の将凌茂貞には各自の部隊を率いさせ、北方から派遣されてきた韓宗政らの将帥には1000名を統率させ、石宗本は騎兵を率いて先頭部隊をつとめ、上虞県から奉化県へおもむいて象山の囲みを解かせた。これら軍勢を東路軍と名づけた。
一方、義成の将白宗建・忠武の将游君楚・淮南の将万璘に各自の部隊を統率させ、台州唐興県の部隊と合流させたものを南路軍と名づけた。
王式はこれら討伐軍に「道のよしあしを争いあうな。民家を焼き払うな。一般人民を殺して取った首の数を増やしたりするな。一般人民が強制されて賊に従っている者は、降伏するよう呼びかけよ。賊の財産を分捕るのは咎めない。捕虜にしたものが浙東人なら、すべてこれを釈放せよ」と命じた。
癸卯、南路軍は賊の沃州寨を抜いた。甲辰、新昌寨を抜き、反乱軍の将毛応天を破り、さらに唐興県にまで進撃した。
5月辛亥、浙東の東路軍は反乱軍の将孫馬騎を寧海県で破った。戊午、南路軍は反乱軍の将劉暀と毛応天を唐興県の南谷で大いに破り、毛応天を斬った。王式は「我が軍の兵力が少ないので、忠武・義成両軍からの増援を求めたい」と上奏し、また昭義軍からの出兵も要請した。それらはいずれも認められ、三道の兵が越州に到着した。王式は忠武の将張茵に兵300名を率いさせ、唐興県に陣取って賊の南出を妨害させた。義成の将高羅鋭には兵300名と台州の現地軍を加えた部隊を与えて寧海県へと急行させ、反乱軍の根拠地を攻めさせた。昭義の将𨁂跌戣は兵400名を率いて東路軍に合流し、反乱軍の明州への道を断った。

## 追い詰められる反乱軍
庚申、南路軍は反乱軍を海游鎮（浙江省寧海県南）で大いに打ち破った。己巳、高羅鋭は反乱軍の別将劉平天の塞を襲ってこれを破った。以後、諸軍は反乱軍と19戦し、すべての戦闘で勝利を収めた。
劉暀は裘甫に向かって「前に我が計画に従って越州に入城していれば、ここまで追い詰められることはなかったはずです」と言い、緑の衣服を着ていた王輅らを青虫と罵って誅殺した。
高羅鋭は寧海県を攻め陥した。逃げ出した民衆をつかまえると7000人あまりに達したという。王式は「敵は追いつめられて飢えているから、間違いなく海上に逃げ込むだろう。そうなると1年ぐらいでは捕虜にすることは難しい」と言い、高羅鋭に命じて海口（寧海県東北）に陣取ってこれを防がせた。また、望海鎮将雲思益と浙西の将王克容には水軍を率いさせて海岸を巡視させた。雲思益らは寧海の東で劉従簡に遭遇し、驚き山中に逃げ出した賊の反乱軍船の7割を鹵獲して焼き払った。

## 乱の鎮定
寧海を失った裘甫は、やむなく一味を率いて南陳館（寧海県西南にある駅舎）付近に駐屯した。兵力はまだ10000名余りあった。辛未、東路軍が上疁村（寧海県西北）で賊将孫馬騎を破った。戊寅、浙東の東路軍が南陳館で裘甫を大いに打ち破り、数千もの首級をあげた。反乱軍は絹の反物を路いっぱいに捨てて官軍の追撃をかわそうとしたが、ケツ跌戣が「反乱軍が落とした反物に気をとられた者は斬る」と宣言したので、反物を拾おうとする者はいなかった。目論見の外れた反乱軍は遁走した。
6月甲申、諸軍は裘甫を見失ってしまった。その後になって張茵が唐興県で捕らえた捕虜の証言により、裘甫は剡県に潜伏していることが判明した。張茵は裘甫より1日遅れて到着し、その東南に陣を構えた。王式は東路・南路両軍に命じて剡県に集結させた。官軍は反乱軍を包囲したが敵の守備は固く陥とすことができなかった。諸将は相談したのち、渓流をせき止めて飲み水を断つ作戦をとった。反乱軍は3日間連続して出撃し、83戦して全て敗北してしまった。一方、官軍も疲労した。王式は「反乱軍がが降伏を申し出てきたとしても、それは単に休息したいだけだ」と見抜き、逆に警戒を厳重にさせた。反乱軍は再び出撃し、また3度戦った。
庚子の夜、裘甫・劉暀・劉慶が100名余りを従えて降伏した。遠くから官軍の諸将と言葉を交わしてきたが、城から数十歩離れたとき、官軍は素早く走りこんで退路を断ち、彼らを捕らえた。
裘甫らは越州に送られた。王式は劉暀・劉慶ら20余人を胴斬りにし、裘甫は枷をはめて京師（長安）へ送った。
剡城はまだ陥ちなかったが、諸将は裘甫らを捕らえることが出来たため、備えを怠ってしまった。劉従簡は壮士500名を率いて包囲を突破して逃走した。部将たちは大蘭山（浙江省余姚市南）まで追撃したが、劉従簡は要害に立てこもって守った。
秋7月丁巳、諸将は一斉に攻め立てて、これを陥れた。台州刺史の李師望が「劉従簡を捕らえるか斬るかせよ。そうすれば此度の罪は全て許す」と反乱軍に呼びかけた。この呼び掛けに対して降伏するものが数百人あり、彼らは劉従簡の首を献上した。

## 結末
越州に帰還した王式は大宴会を開いた。その席上で「閣下が初めて着任された際、これから兵糧が必要になるというときに、さっさと放出して貧民に施しをなさったのはどういう理由からでしょうか」と諸将から問われた。王式は「敵は穀物を集めては飢えた連中を誘い込む。こちらが食糧を与えれば、貧民が反乱軍に加わることはない。それに各県には守備兵がいないので、たとえ蓄えていたとしても結局敵に取られることになったであろう」と答えた。
「のろしを置かなかったのはなぜでしょう」との問いには「のろしというものは援軍を催促するためにあるのだ。部隊が全部出払ってしまい、城中には後続の兵もない状態では、いたずらに士民を驚かせ、却って混乱を招いてしまう」と答えた。
「臆病な兵卒を騎兵斥候に仕立て、何故ろくな武器を持たせなかったのか」との問いには「勇敢に戦う兵卒に良い武器を持たせると敵に遭遇しても力量を測らないで闘おうとする。闘って死ねば、本隊は敵の動向がつかめなくなる」と答え、諸将を感嘆させたという。
8月、裘甫は京師（長安）に到着し、東市（長安城内の官設市場のひとつ）で斬られた。王式には検校右散騎常侍が加官され、諸将にもそれぞれ官職や功賞が授けられた。